# Hippocamelus antisensis
O taruca, ou guemal, (Hippocamelus antisensis) é um mamífero ameaçado pertencentes à família dos cervídeos, que é distribuída (de norte a sul), no Equador, Peru, Chile, Bolívia e Argentina.
Os veados são acostumados a viver em grandes altitudes, entre 2.500 e 5.200 metros acima do nível do mar. Suas atividades sociais incluem pastar em grupos de cerca de oito animais liderada por uma fêmea. O taruca é um animal diurno, mas muito tímida antes da presença humana, que vivem em estado selvagem cerca de 10 anos.

## Características
Este ungulado tem as suas unhas perfeitamente adaptadas para correr em terras Risp, pedregoso e anfractuosity, seu tronco e da cabeça são relativamente grandes em comparação com os pés, a altura do adulto com a cruz ou de nível elevado nas costas faz-se entre 7 8 dm corpo a ser mais elevada do sexo masculino. Eles têm chifres de até 30 cm em comprimento terminem em um "garfo" (na forma de Y). Suas orelhas são longas e tecidos moles, a sua cauda é bastante curto, cerca de 1 dm. Seu casaco exterior é bruto, com cores de espessura variando de cinza ao marrom avermelhado a atravessar (como uma subespécie, com adaptadas a mimesis da paisagem), na sua área ventral com uma mancha blancusca enquanto o focinho e os seus rostos normalmente mostram uma mancha preta. O peso destes animais se permanerem adultos e saudáveis, varia entre 45 e 65 kg, com um peso maior do sexo masculino , (dimorfismo sexual).